# Сазлъмалкоч
Сазлъмалкоч или Тюрк Малкоч (на турски: Sazlımalkoç) е село в Източна Тракия, Турция, Вилает Одрин. Околия Узункьопрю.

## География
Селото се намира на 30 км североизточно от Узункьопрю.

## История
В XIX век Сазлъмалкоч е малко село в Узункюприйската кааза на Одринския вилает на Османската империя. Според „Етнография на вилаетите Адрианопол, Монастир и Салоника“, издадена в Константинопол в 1878 година и отразяваща статистиката на населението от 1873, Сазлъмалкоч (Sazlimalkotch) е село с 12 домакинства и 42 жители мюсюлмани.
Според статистиката на професор Любомир Милетич в 1912 година в селото живеят помаци.